# Cneo Fulvio Centumalo (cónsul 211 a. C.)
Cneo Fulvio Centumalo Máximo (en latín, Gnaeus Fulvius Centumalus Maximus) fue un senador romano del siglo III a. C.

## Familia y carrera política
Fue hijo al parecer del consular Cneo Fulvio Centumalo, edil curul en el año 214 a. C. y elegido para el cargo de pretor mientras ocupaba la primera magistratura. 
Como pretor en el año siguiente, 213 a. C., se le asignó Suessula como su provincia con el mando de dos legiones. 
Elegido cónsul para el año 211 a. C. con P. Sulpicio Galba, su imperium se prolongó en el año siguiente, en la que fue derrotado por Aníbal, cerca del pueblo de Herdonia en Apulia, en la denominada Segunda Batalla de Herdonia; donde él mismo con once de sus tribunos militares murieron en la batalla.